# Hoplia nigrosparsa
Hoplia nigrosparsa är en skalbaggsart som beskrevs av Moser 1921. Hoplia nigrosparsa ingår i släktet Hoplia och familjen Melolonthidae. Inga underarter finns listade i Catalogue of Life.